# Midland F1
Midland F1 Racing byl tým Formule 1, který v roce 2006 nahradil tradiční stáj Jordan Grand Prix a během sezony byl prodán nizomemské automobilce Spyker Cars. Midland F1 jezdil v roce 2006 s ruskou licencí a pod názvem MF1 Racing.
MF1 Racing nemá žádný vztah k závodnímu týmu Midland Racing Team, který jezdil v roce 1971 v evropském šampionátu Formule 2.
Bývalý tým Jordan byl v lednu 2005 převzat společností Midland Group, která patří kanadsko-ruskému miliardáři Alexanderu Shnaiderovi. Stáj v roce 2005 závodil ještě pod tradičním názvem Jordan, ale pro sezonu 2006 se již přejmenoval na MF1 Racing. Stal se tak prvním a prozatím také jediným ruským týmem v historii F1.

## Stáj
Týmovým šéfem byl Němec Colin Kolles. Christijan Albers a Tiago Monteiro se stali piloty tohoto týmu. Jako testovací jezdci byli Markus Winkelhock a Adrian Sutil. Dodatečně se k testovacímu týmu připojili také Giorgio Mondini a Roman Rusinov. Po prvních třech závodech byl jmenován dalším testovacím pilotem Fabrizio del Monte.

## Prodej
Při Grand Prix Itálie 2006 v Monze 10. září byl oficiálně oznámen prodej týmu finančnímu konsorciu okolo tradičního nizozemského výrobce automobilů Spyker. Michiel Mol nahradil na pozici ředitele Alexandera Shnaidera. Od roku 2007 tým nesl název Spyker F1 Team. Od roku 2008 se tým jmenuje Force India.

## Kompletní výsledky ve Formuli 1
| Legenda k tabulce | Legenda k tabulce                                                                       |
| Barva             | Výsledek                                                                                |
| ----------------- | --------------------------------------------------------------------------------------- |
| Zlatá             | Vítěz                                                                                   |
| Stříbrná          | 2. místo                                                                                |
| Bronzová          | 3. místo                                                                                |
| Zelená            | Bodované umístění                                                                       |
| Modrá             | Nebodované umístění                                                                     |
| Modrá             | Dokončil neklasifikován (NC)                                                            |
| Fialová           | Odstoupil (Ret)                                                                         |
| Červená           | Nekvalifikoval se (DNQ)                                                                 |
| Červená           | Nepředkvalifikoval se (DNPQ)                                                            |
| Černá             | Diskvalifikován (DSQ)                                                                   |
| Bílá              | Nestartoval (DNS)                                                                       |
| Bílá              | Závod zrušen (C)                                                                        |
| Světle modrá      | Pouze trénoval (PO)                                                                     |
| Světle modrá      | Páteční testovací jezdec (TD)                                                           |
| Bez barvy         | Netrénoval (DNP)                                                                        |
| Bez barvy         | Vyřazen (EX)                                                                            |
| Bez barvy         | Nepřijel (DNA)                                                                          |
| Bez barvy         | Odvolal účast (WD)                                                                      |
| Bez barvy         | Nezúčastnil se (prázdné)                                                                |
| Označení          | Význam                                                                                  |
| Tučnost           | Pole position                                                                           |
| Kurzíva           | Nejrychlejší kolo                                                                       |
| †                 | Jezdec nedojel do cíle, ale byl klasifikován, protože odjel více než 90 % délky závodu. |
| ‡                 | Byl udělován poloviční počet bodů, protože bylo odjeto méně než 75 % délky závodu.      |
| Horní index       | Umístění bodujících jezdců ve sprintu                                                   |

| Rok  | Šasi | Motor                | Pneu | Jezdci            | 1   | 2   | 3   | 4   | 5   | 6   | 7   | 8   | 9   | 10  | 11  | 12  | 13  | 14  | 15  | 16  | 17  | 18  | Body | Umístění  |
| ---- | ---- | -------------------- | ---- | ----------------- | --- | --- | --- | --- | --- | --- | --- | --- | --- | --- | --- | --- | --- | --- | --- | --- | --- | --- | ---- | --------- |
| 2006 | M16  | Toyota RVX-06 2.4 V8 | B    |                   | BHR | MAL | AUS | SMR | EUR | ESP | MON | GBR | CAN | USA | FRA | GER | HUN | TUR | ITA | CHN | JPN | BRA | 0    | 10. místo |
| 2006 | M16  | Toyota RVX-06 2.4 V8 | B    | Tiago Monteiro    | 17  | 13  | Ret | 16  | 12  | 16  | 15  | 16  | 14  | Ret | Ret | DSQ | 9   | Ret | Ret | Ret | 16  | 15  | 0    | 10. místo |
| 2006 | M16  | Toyota RVX-06 2.4 V8 | B    | Christijan Albers | Ret | 12  | 11  | Ret | 13  | Ret | 12  | 15  | Ret | Ret | 15  | DSQ | 10  | Ret | 17  | 15  | Ret | 14  | 0    | 10. místo |